# Torneo de Reserva 1983
El Torneo de Reserva 1983 fue la cuadragésimo tercera edición del certamen organizado por la Asociación del Fútbol Argentino. Participaron un total de 16 equipos, todos participantes de la Primera División 1983.
El torneo se dio por terminado a falta de varios partidos,consagrando campeón por tercera vez en su historia a Ferro Carril Oeste.

## Equipos
De los 19 equipos, participaron 16 en esta edición ya que Talleres de Córdoba, Instituto de Córdoba y Racing de Córdoba desistieron:
| Equipo                  | Ciudad        |
| ----------------------- | ------------- |
| Argentinos Juniors      | Buenos Aires  |
| Boca Juniors            | Buenos Aires  |
| Estudiantes de La Plata | La Plata      |
| Ferro Carril Oeste      | Buenos Aires  |
| Huracán                 | Buenos Aires  |
| Independiente           | Avellaneda    |
| Newell's Old Boys       | Rosario       |
| Nueva Chicago           | Buenos Aires  |
| Platense                | Vicente López |
| Racing                  | Avellaneda    |
| River Plate             | Buenos Aires  |
| Rosario Central         | Rosario       |
| San Lorenzo de Almagro  | Buenos Aires  |
| Temperley               | Temperley     |
| Unión                   | Santa Fe      |
| Vélez Sarsfield         | Buenos Aires  |

### Distribución geográfica de los equipos
| Región                 | Cant. | Equipos |
| ---------------------- | ----- | --- |
| Ciudad de Buenos Aires | 8     | Argentinos Juniors, Boca Juniors, Ferro Carril Oeste, Huracán, Nueva Chicago, River Plate, San Lorenzo de Almagro y Vélez Sarsfield |
| Conurbano bonaerense   | 4     | Independiente, Platense, Racing y Temperley                                                                                         |
| Provincia de Santa Fe  | 3     | Newell's Old Boys, Rosario Central y Unión                                                                                          |
| Ciudad de La Plata     | 1     | Estudiantes de La Plata |

## Sistema de disputa
Se llevó a cabo en dos ruedas, por el sistema de todos contra todos, invirtiendo la localía. La tabla final de posiciones del torneo se estableció por acumulación de puntos. En caso de igualdad en puntos en el primer puesto, se disputó un partido desempate. El ganador se consagró campeón.

## Tabla de posiciones
| Pos. | Equipo                  | Pts. | J  | DG  | GF |
| ---- | ----------------------- | ---- | -- | --- | -- |
| 1.°  | Ferro Carril Oeste      | 41   | 24 | 42  | 60 |
| 2.°  | Rosario Central         | 36   | 25 | 27  | 49 |
| 3.°  | Argentinos Juniors      | 35   | 25 | 26  | 57 |
| 4.°  | Independiente           | 32   | 26 | 9   | 50 |
| 5.°  | Newell's Old Boys       | 29   | 26 | 6   | 32 |
| 6.°  | Boca Juniors            | 27   | 23 | 12  | 33 |
| 7.°  | San Lorenzo de Almagro  | 25   | 26 | -4  | 25 |
| 8.°  | Estudiantes de La Plata | 21   | 25 | -1  | 30 |
| 9.°  | Racing                  | 19   | 25 | -2  | 30 |
| 10.° | Platense                | 19   | 24 | -10 | 21 |
| 11.° | Vélez Sarsfield         | 19   | 25 | -12 | 22 |
| 12.° | River Plate             | 15   | 23 | -17 | 26 |
| 13.° | Huracán                 | 12   | 24 | -18 | 20 |
| 14.° | Temperley               | 12   | 27 | -18 | 19 |
| 15.° | Unión                   | 10   | 28 | -12 | 23 |
| 16.° | Nueva Chicago           | 10   | 26 | -32 | 29 |

|  | Campeón. |

|                                        |
|                                        |
| Campeón Ferro Carril Oeste 3.er título |